# Spaced (álbum de Soft Machine)
Spaced (1996) es un álbum de archivo del grupo inglés Soft Machine, el primero editado por la discográfica Cuneiform. Fue grabado en 1969 como banda sonora para un happening del artista conceptual Peter Dockley.
«Spaced Two» fue reutilizada unos meses después en «Facelift» (minuto 10:25 hasta 11:18).

## Lista de canciones
Todas las piezas compuestas por Ratledge, Hopper y Wyatt excepto donde se indica.
1. «Spaced One» – 12:05
2. «Spaced Two» – 7:36
3. «Spaced Three» – 2:56
4. «Spaced Four» – 32:10
5. «Spaced Five» – 4:16 (Ratledge y Brian Hopper)
6. «Spaced Six» – 4:10
7. «Spaced Seven» – 3:53

## Personal
- Mike Ratledge – teclados
- Hugh Hopper – bajo
- Robert Wyatt – batería

Personal adicional
- Brian Hopper – saxofón y compositor (5)